# بردلی ۲۳۸۳
سیارک ۲۳۸۳ (به انگلیسی: 2383 Bradley، نامگذاری:1981GN) دو هزار و سیصد و هشتاد و سومین سیارک کشف شده‌است که در ۵ آوریل ۱۹۸۱ کشف شد.
قدر مطلق سیارک برابر ۱۳٫۴۰ است.